# تپه مادر بیک
تپه مادر بیک مربوط به دوره اشکانی تا دوره اسلامی در شهرستان سرخس است. این اثر در تاریخ ۲۰ شهریور ۱۳۹۵ با شمارهٔ ثبت ۳۱۵۵۲ به‌عنوان یکی از آثار ملی ایران به ثبت رسیده‌است.